# Spartak Pecani
Spartak Pecani (Tirana, 27 de maig de 1952) és un director de cinema albanès.
Va estudiar a l'Institut de Teatre i Cinematografia de Bucarest, però a causa del deteriorament de les relacions diplomàtiques entre els governants de Romania i Albània va haver de deixar els estudis. El va completar l'any 1975 a l'Institut de les Arts de Tirana. Després de graduar-se, va començar a treballar a l'estudi de cinema "Nowa Albania". Va debutar l'any 1977 amb Streha e re, però el major reconeixement li va arribar a partir de les pel·lícules fetes als anys 1980: Kohë e largët i Shirat e vjeshtës. Va rebre el segon premi al 6è Festival de Cinema Albanès. Al 8è Festival de Cinema d'Albanès, un dels principals premis va ser per a una altra pel·lícula Pecani Shirat e vjeshtës (1988). El 2013, després d'una pausa, va fer la pel·lícula Ada en col·laboració amb els britànics, basada en la novel·la de Fatos Kongoli.
El 1997-1999 va dirigir el Centre Nacional de Cinematografia (Qendrën Kombëtare të Kinematografisë) i després va assumir la direcció d'Eurostar Film Studio.

## Filmografia
- 1977: Streha e re
- 1980: Një gjeneral kapet rob
- 1980: Ne vinim nga lufta
- 1981: Si gjithë të tjerët
- 1983: Kohë e largët
- 1984: Shirat e vjeshtës
- 1985: Të mos heshtësh
- 1986: Fjalë pa fund
- 1988: Treni niset më shtatë pa pesë
- 1990: Vetmi
- 1991: Enigma
- 1995: Vazhdojmë me Bethovenin
- 1995: Përdhunuesit
- 2008: Sekretet
- 2013: Ada